# Benny Ekman
Benny Ekman, född 25 november 1955 i Stockholm, är en svensk konstnär.
Ekman bodde under sin uppväxt elva år i Australien dit hans familj flyttade 1958. Familjen återvände till Sverige och Huddinge 1969 och 1991 flyttade han till Västervik.
Benny Ekman målar huvudsakligen i akryl, men använder även andra tekniker. Hans första utställning var sommarsalongen Västervik 1996, han har sedan dess deltagit i en rad separat- och samlingsutställningar. Ekman har deltagit på Liljevalchs vårsalong, Cowparade i Stockholm med två kor och även utsmyckat fem sviter på ishotellet i Jukkasjärvi. Han är representerad i Sverige, Finland, Lettland och har fått Kulturstipendium regionförbundet Kalmar 2005 och Västerviks kommun kulturstipendium 2008.

## Konstverk

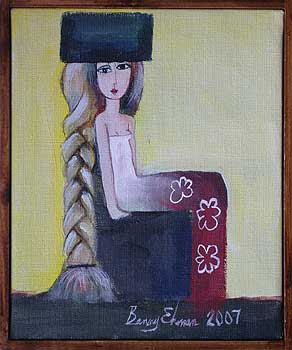
Flätan akryl 22x27cm
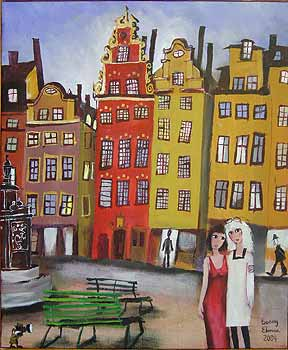
Plåtad akryl 65x81cm
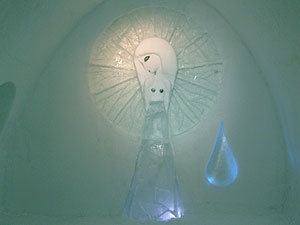
Virgin Angel, en av konstsviterna på Icehotel, Jukkasjärvi 2007
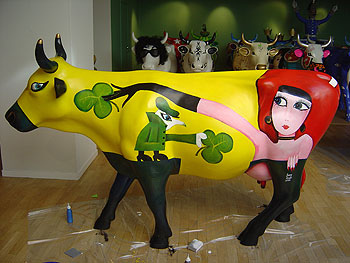
Muta med klöver kompis, en av korna på Cow Parade, Stockholm 2004